# 해충 (영화)
해충(害虫)은 2002년에 제작된 일본의 드라마 영화로, 시오타 아키히코가 감독하고 미야자키 아오이가 주연을 맡았다.

## 출연진
- 미야자키 아오이 - 기타 사치코 역
- 타나베 세이이치 - 오가타 역
- 료 - 기타 도시코 역
- 아오이 유우 - 야마오카 나츠코 역
- 사와키 테츠 - 타카오 역
- 아메미야 료 - 도쿠가와 역
- 이시카와 코지 - 규조 역
- 하가 유리아 - 루미 역
- 시이나 에이히 - 마노 역
- 이세야 유스케
- 테라지마 스스무
- 미츠이시 켄
- 토다 마사히로
- 오모리 나오

## 수상
제27회 호치 영화상
- 남우주연상 - 타나베 세이이치

제24회 요코하마 영화제
- 9위 베스트 영화